# 多賀甚五郎
多賀 甚五郎（たが じんごろう、生没年不詳）は明治時代の東京の地本問屋である。

## 来歴
明治時代に新乗物町19において地本問屋を営業しており、月岡芳年、竹内栄久、4代目歌川国政の錦絵を出版している。

## 作品
- 月岡芳年[1] 『西郷隆盛夢物語』 大判2枚続3組揃 明治10年
- 竹内栄久 『東西英雄競』 大判3枚続 明治10年
- 4代目歌川国政 『鹿児島追討記之内 高橋之戦争 野津大佐軍旗を奪い返す図』 大判3枚続 明治10年